# Dyckia selloa
Dyckia selloa är en gräsväxtart som först beskrevs av Karl Heinrich Koch, och fick sitt nu gällande namn av John Gilbert Baker. Dyckia selloa ingår i släktet Dyckia och familjen Bromeliaceae. Inga underarter finns listade i Catalogue of Life.